# Septmonts
 Septmonts  es una población y comuna francesa, en la región de Picardía, departamento de Aisne, en el distrito de Soissons y cantón de Soissons-Sud.

## Demografía
| 496 | 532 | 542 | 516 | 515 | 501 |
| Para los censos de 1962 a 1999 la población legal corresponde a la población sin duplicidades (Fuente: INSEE [Consultar]) |     |     |     |     |     |

## Puntos de interés
- Arboretum de Septmonts